# Omul-lup (film din 1941)
Omul-lup sau Vârcolacul (titlu original: The Wolf Man) este un film de groază american din 1941 regizat de George Waggner. În rolurile principale joacă actorii  Lon Chaney, Jr., Claude Rains, Warren William, Ralph Bellamy, Bela Lugosi și Patric Knowles.

## Distribuție
- Lon Chaney, Jr. - Larry Talbot / Omul-lup
- Claude Rains - Sir John Talbot
- Warren William - Dr. Lloyd
- Ralph Bellamy - Colonel Montford
- Patric Knowles - Frank Andrews
- Béla Lugosi - Bela
- Maria Ouspenskaya - Maleva
- Evelyn Ankers - Gwen Conliffe
- J.M. Kerrigan - Charles Conliffe
- Fay Helm - Jenny Williams
- Forrester Harvey - Twiddle